# Joe Williams (football)
Pour les articles homonymes, voir Joe Williams (homonymie), Joseph Williams (homonymie) et Williams.
Joseph « Joe » Williams, né le 8 décembre 1996 à Liverpool, est un footballeur anglais qui évolue au poste de milieu de terrain à Bristol City.

## Biographie
Le 20 juillet 2017, Joe Williams est prêté pour une saison au Barnsley FC. Le 31 octobre suivant, il marque son premier but au niveau professionnel lors d'un match contre Burton Albion (victoire 2-4). Ce but est élu plus beau but du mois d'octobre en Championship.
Il retrouve Everton à l'issue de la saison après avoir pris part à trente-huit matchs avec Barnsley.
Le 23 août 2018, Williams est de nouveau cédé en prêt pour une saison, cette fois aux Bolton Wanderers, avec qui il joue trente matchs.
Le 31 juillet 2019, il s'engage pour trois ans avec Wigan Athletic. Il ne dispute qu'une saison avec Wigan durant laquelle il inscrit un but en quarante matchs.
Le 20 août 2020, le milieu de terrain anglais signe un contrat de quatre ans avec Bristol City.

## Statistiques
| Saison                | Club                    | Championnat           | Championnat | Championnat | Coupe nationale | Coupe nationale | Coupe de la Ligue | Coupe de la Ligue | Total | Total |
| Saison                | Club                    | Division              | M.          | B.          | M.              | B.              | M.                | B.                | M.    | B.    |
| 2017-2018             | Everton FC              | Premier League        | -           | -           | -               | -               | -                 | -                 | 0     | 0     |
| Sous-total            | Sous-total              | Sous-total            | -           | -           | -               | -               | -                 | -                 | 0     | 0     |
| 2017-2018             | Barnsley FC (prêt)      | Championship          | 34          | 1           | 1               | 0               | 3                 | 0                 | 38    | 1     |
| 2018-2019             | Bolton Wanderers (prêt) | Championship          | 30          | 0           | -               | -               | -                 | -                 | 30    | 0     |
| Sous-total            | Sous-total              | Sous-total            | 64          | 1           | 1               | 0               | 3                 | 0                 | 68    | 1     |
| 2019-2020             | Wigan Athletic          | Championship          | 38          | 1           | 1               | 0               | 1                 | 0                 | 40    | 1     |
| Sous-total            | Sous-total              | Sous-total            | 38          | 1           | 1               | 0               | 1                 | 0                 | 40    | 1     |
| 2020-2021             | Bristol City            | Championship          | 1           | 0           | 1               | 0               | -                 | -                 | 2     | 0     |
| 2021-2022             | Bristol City            | Championship          | 22          | 0           | -               | -               | 1                 | 0                 | 23    | 0     |
| 2022-2023             | Bristol City            | Championship          | 33          | 2           | 4               | 0               | 1                 | 0                 | 38    | 2     |
| 2023-2024             | Bristol City            | Championship          | 23          | 0           | 2               | 0               | 2                 | 0                 | 27    | 0     |
| Sous-total            | Sous-total              | Sous-total            | 79          | 2           | 7               | 0               | 4                 | -                 | 90    | 2     |
| Total sur la carrière | Total sur la carrière   | Total sur la carrière | 181         | 4           | 9               | 0               | 8                 | 0                 | 198   | 4     |